# Robert Stroud
Robert Franklin Stroud (ngày 28 tháng 1 năm 1890 - ngày 21 tháng 11 năm 1963), được biết đến như là "Birdman của Alcatraz", là một tù nhân liên bang Mỹ và là tác giả đã được trích dẫn là một trong những tên tội phạm khét tiếng nhất của Hoa Kỳ. Trong suốt thời gian của mình tại Leavenworth Ân, anh nuôi và bán chim và trở thành một nhà nghiên cứu chim tôn trọng, nhưng vì các quy định, ông không được phép để giữ chim ở Alcatraz, nơi ông bị giam giữ từ năm 1942 đến năm 1959. Stroud không bao giờ được phát hành từ nhà tù liên bang hệ thống.
Sinh ra ở Seattle, Washington, Stroud đã bỏ chạy từ cha lạm dụng của mình ở tuổi 13, và vào lúc ông 18 tuổi, ông đã trở thành một tay ma cô trong lãnh thổ Alaska. Vào tháng 1 năm 1909, ông bị bắn và giết chết một bartender người đã tấn công một trong những gái mại dâm của ông, mà ông đã bị kết án 12 năm tại trại giam liên bang trên đảo McNeil Puget Sound. Stroud đã đạt được một danh tiếng như là một tù nhân vô cùng nguy hiểm, người thường xuyên có các cuộc đối đầu với các tù nhân và nhân viên đồng nghiệp, và vào năm 1916, ông đã giết một người bảo vệ. Stroud đã bị kết tội giết người cấp độ và bị tuyên án treo, nhưng sau một vài thử nghiệm, câu nói cuối cùng đã được giảm xuống tù chung thân.
Stroud bắt đầu phục vụ đời sống trong biệt giam tại Leavenworth, nơi mà vào năm 1920, sau khi phát hiện một tổ với ba con chim sẻ bị thương trong sân nhà tù, ông bắt đầu nuôi chúng, và trong vòng một vài năm đã có được một bộ sưu tập khoảng 300 chim hoàng yến. Ông bắt đầu nghiên cứu sâu rộng vào họ sau khi được cấp thiết bị của một cai ngục, cải cách triệt để, xuất bản Bệnh Canaries trong năm 1933, được chuyển lậu ra Leavenworth và bán hàng loạt, cũng như một phiên bản sau đó (1943). Ông có những đóng góp quan trọng đối với bệnh cúm gia cầm, đặc biệt là một chữa bệnh cho các gia đình nhiễm trùng huyết của bệnh, thu nhận thêm nhiều sự tôn trọng và một số mức độ cảm thông giữa các nhà điểu cầm học và nông dân. Stroud chạy một doanh nghiệp thành công từ bên trong nhà tù, nhưng các hoạt động của mình tức điên lên các nhân viên nhà tù, và cuối cùng ông đã được chuyển giao cho Alcatraz vào năm 1942 sau khi nó được phát hiện ra rằng Stroud đã bí mật làm cho rượu sử dụng một số thiết bị trong nhà giam.
Stroud bắt đầu phục vụ có thời hạn 17 năm tại Alcatraz Liên bang Penitentiary vào ngày 19 tháng 12 năm 1942, và trở thành tù nhân # 594. Năm 1943, ông được đánh giá bởi bác sĩ tâm thần Romney M. Ritchey, người được chẩn đoán ông là một kẻ tâm thần, nhưng với một I.Q. của 134. Stripped của các loài chim và các thiết bị của mình, ông đã viết một lịch sử của hệ thống hình sự.
Trong năm 1959, với thất bại sức khỏe của ông, Stroud đã được chuyển giao cho Trung tâm Y tế cho tù nhân liên bang ở Springfield, Missouri, nơi ông ở lại cho đến khi qua đời vào ngày 21 tháng 11 năm 1963, sau khi bị giam giữ cho 54 năm cuối cùng của cuộc đời mình, trong đó 42 đã bị biệt giam. Ông đã học tiếng Pháp ở gần cuối của cuộc đời mình. Robert Stroud được chôn cất ở Metropolis, Illinois. Tác giả Carl Sifakis coi Stroud đã được "có thể là ví dụ nổi tiếng nhất của tự cải thiện và phục hồi chức năng trong nhà tù Hoa Kỳ."